# The Way I Am
"The Way I Am" is een single van Amerikaanse rapper Eminem, uitgebracht als tweede single van zijn album The Marshall Mathers LP. Het nummer is geschreven en geproduceerd door Eminem, en was een commercieel succes. De track is donkerder, emotioneler en een stuk serieuzer dan de eerste single van het album, "The Real Slim Shady".

## Charts
| Chart                           | Hoogste positie |
| ------------------------------- | --------------- |
| Australische ARIA Single Top 50 | 34              |
| Belgische Ultratop 50           | 16              |
| Duitse Single Top 100           | 19              |
| Engelse Single Top 75           | 8               |
| Nederlandse Top 40              | 13              |
| Oostenrijkse Single Top 75      | 11              |
| VS Billboard Hot 100            | 58              |
| Zwitserse Single Top 100        | 18              |